# Leimersheim
Leimersheim é um município da Alemanha localizado no distrito de Germersheim, estado da Renânia-Palatinado.
Pertence ao Lageplan de Rülzheim.